# 昆伯蘭東灣

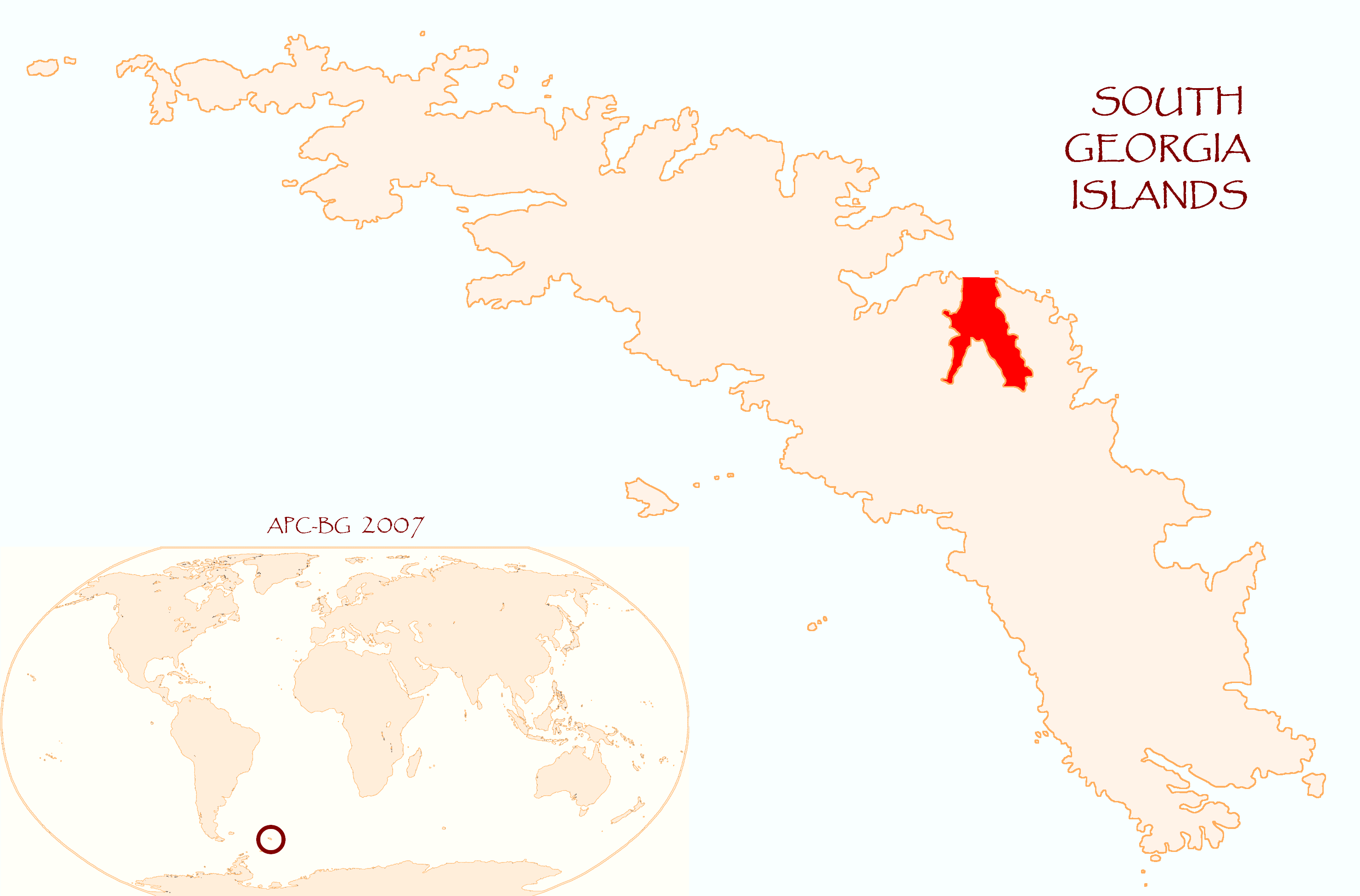
昆伯蘭東灣在南喬治亞島的位置

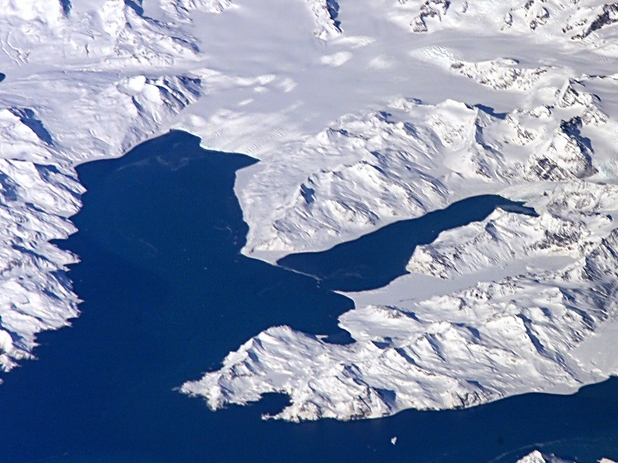
昆伯蘭東灣衛星圖，右下為撒切爾半島，中為格里內半島，兩半島之間為莫雷納灣

54°17′S 36°26′W / 54.283°S 36.433°W
昆伯蘭東灣（英語：Cumberland East Bay）是南極洲的海灣，位於南喬治亞島，是昆伯蘭灣的東翼，處於巴爾夫角和薩福角之間，長13公里、寬4.8公里。